# Królestwo Kachetii

Państwa na terenie dzisiejszej Gruzji około roku 1490

Królestwo Kachetii – jedno z niezależnych gruzińskich państw dzielnicowych powstałych w XV w. wskutek rozpadu Królestwa Gruzji. W 1762 weszło w skład Królestwa Kartlii i Kachetii. Ostatecznie jego ziemie wcielone zostały do Rosji na początku XIX stulecia.

## Historia
W XV w., na skutek głębokiego kryzysu wewnętrznego, Królestwo Gruzji rozpadło się na trzy odrębne królestwa rządzone przez różne gałęzie dynastii Bagratydów: Królestwo Kartlii i Królestwo Kachetii na wschodzie oraz Królestwo Imeretii w części zachodniej. Przyczyną tego stanu rzeczy były najazdy zewnętrzne (walka Złotej Ordy i Tamerlana o kontrolę nad Zakaukaziem), jak również ambicje gruzińskich feudałów dążących do jak największej samodzielności. Stolicą Królestwo Kachetii było Zagemi, zaś władzę w królestwie sprawowała gałąź dynastii Bagratydów wywodząca się od Jerzego VIII.
W XVI w. Królestwo Kachetii dynamicznie rozwijało się gospodarczo, a jego władcy początkowo starali się zachowywać dobre relacje z perską dynastią Safawidów. Niektórzy z nich dążyli do uzyskania maksymalnej autonomii od Persji, nie wypowiadając jednak otwarcie posłuszeństwa temu krajowi. Szczególnym źródłem zysków dla Królestwa Kachetii był handel jedwabiem, dobrze rozwinięte było sadownictwo. Z uwagi na rozwój rolnictwa Kachetia w XVI w. była nazywana „spichlerzem Kaukazu”. Od II poł. XVI w. Królestwo Kachetii utrzymywało stosunki handlowe z Rosją. Królowie Kachetii zdołali przeprowadzić w kraju reformy wewnętrzne, w tym zmienili podział administracyjny państwa, zmodernizowali armię, osłabili wpływy potężnych feudałów. Zdołali podporządkować Kachetii południowo-zachodni Dagestan.
Do zdecydowanego pogorszenia się stosunków persko-kachetyńskich doszło za panowania szacha Abbasa I Wielkiego. Przeprowadził on szereg najazdów na terytorium Kachetii. Przez pierwsze dekady XVII w. wojska perskie systematycznie plądrowały kraj, świadomie niszcząc całe wsie, miasta, drzewa morwy uprawiane dla celów produkcji jedwabiu, ogrody i sady. Miejscowa ludność była mordowana i uprowadzana w niewolę. Abbas I, a następnie Abbas II planował nawet całkowite wywiezienie Gruzinów z Kachetii i osiedlenie na ich miejscu muzułmanów. W wyniku działań szachów doszło do znacznych zmian w rozmieszczeniu etnicznych Gruzinów. Szereg regionów, gdzie dotąd dominowali, został zasiedlony przez Azerów, górali dagestańskich lub nawet muzułmańskich koczowników z dalszych obszarów. Inne obszary zostały całkowicie wyludnione. W związku z zaistniałą sytuacją władcy Kachetii od XVII w. zaczęli regularnie zwracać się o pomoc rosyjską przeciwko agresji perskiej. Ludność Kachetii, podobnie jak mieszkańcy sąsiedniej Kartlii, byli nastawieni zdecydowanie wrogo wobec islamu. Próby szerzenia tego wyznania na ziemiach gruzińskich, podejmowane przez Persję, nie przynosiły zatem rezultatów. Z kolei niektórzy władcy Kachetii, chcąc zdobyć lub utrzymać tron, przyjmowali islam. Tylko niektórzy z nich byli jednak szczerze oddani nowej religii. Inni traktowali swoich prawosławnych poddanych dobrze, fundowali nowe cerkwie i klasztory, otaczali się prawosławnym duchowieństwem.
Od 1723 do 1735 Kachetia, podobnie jak pozostałe królestwa gruzińskie, pozostawała pod okupacją turecką. Oddziały tureckie plądrowały kraj, ponownie doprowadzając go do ruiny. Dopiero na początku lat 30. XVIII w. Nadir Szah Afszar wyparł Turków z Azerbejdżanu, Kartlii, Kachetii i wschodniej Armenii. W Kachetii Nadir osadził na tronie Tejmuraza II. Zajęty podbojem Indii nie był jednak w stanie stłumić powstania, które wybuchło w Kartlii. W jego rezultacie Persja zgodziła się na objęcie przez Tejmuraza II królestwa Kartlii, podczas gdy jego syn Herakliusz II został królem Kachetii. Objęcie władzy w dwóch królestwach gruzińskich przez blisko spokrewnionych królów zostało odczytane przez Gruzinów jako początek odbudowy dawnej potęgi kraju. Równocześnie w 1747, dwa lata po koronacji Tejmuraza II, szach perski został zamordowany. Konflikty wewnętrzne w Persji uniemożliwiły temu państwu dalsze interwencje na Zakaukaziu i doprowadziły do faktycznego wyzwolenia się Kachetii spod władzy perskiej. Władcy Kachetii i Kartlii w latach 1748–1750 walczyli natomiast z dawnymi wasalami perskimi, chanami azerbejdżańskimi. Niszczące dla kraju były ciągłe napady górali dagestańskich, w szczególności najazdy w 1754 i 1755. W związku z tym Tejmuraz II ponownie poszukiwał pomocy w Rosji, nie uzyskał jednak żadnych konkretnych zobowiązań.
Po śmierci Tejmuraza II w 1762 Herakliusz II połączył w swoich rękach władzę zarówno w Kachetii, jak i w Kartlii, tworząc Królestwo Kartlii i Kachetii.